# Calectasia pignattiana
Calectasia pignattiana är en enhjärtbladig växtart som beskrevs av Kingsley Wayne Dixon och Russell Lindsay Barrett. Calectasia pignattiana ingår i släktet Calectasia och familjen Dasypogonaceae. Inga underarter finns listade.